# گاما¹ اسکنه
گاما¹ اسکنه یک ستاره است که در صورت فلکی اسکنه قرار دارد.